# José Ardón
José Agustín Ardón Castellanos (Guatemala; 20 de enero de 2000) es un futbolista guatemalteco. Juega de lateral y su equipo actual es el Antigua GFC de la Liga Nacional de Guatemala. Es internacional absoluto por la selección de Guatemala desde 2022.

## Trayectoria
Formado en las inferiores del Antigua GFC, Ardón fue promovido al primer equipo en la temporada 2017-18.

## Selección nacional
Fue citado a la selección de Guatemala por primera vez en enero de 2022. Debutó con la selección el 2 de junio de 2022 ante Guayana Francesa.

### Participaciones en copas continentales
| Copa                            | Sede                    | Resultado        |
| ------------------------------- | ----------------------- | ---------------- |
| Copa de Oro de la Concacaf 2023 | Estados Unidos · Canadá | Cuartos de final |

## Estadísticas
Actualizado al último partido disputado el 25 de mayo de 2023.
| Club                    | Div.          | Temporada     | Liga  | Liga  | Copas nacionales | Copas nacionales | Copas internacionales | Copas internacionales | Total | Total |
| Club                    | Div.          | Temporada     | Part. | Goles | Part.            | Goles            | Part.                 | Goles                 | Part. | Goles |
| ----------------------- | ------------- | ------------- | ----- | ----- | ---------------- | ---------------- | --------------------- | --------------------- | ----- | ----- |
| Antigua GFC · Guatemala | 1.ª           | 2018-19       | 16    | 3     | —                | —                | —                     | —                     | 16    | 3     |
| Antigua GFC · Guatemala | 1.ª           | 2019-20       | 15    | 2     | —                | —                | 0                     | 0                     | 15    | 2     |
| Antigua GFC · Guatemala | 1.ª           | 2020-21       | 16    | 2     | —                | —                | 0                     | 0                     | 16    | 2     |
| Antigua GFC · Guatemala | 1.ª           | 2021-22       | 24    | 4     | —                | —                | —                     | —                     | 24    | 4     |
| Antigua GFC · Guatemala | 1.ª           | 2022-23       | 53    | 5     | —                | —                | —                     | —                     | 53    | 5     |
| Antigua GFC · Guatemala | Total club    | Total club    | 124   | 16    | 0                | 0                | 0                     | 0                     | 124   | 16    |
| Total carrera           | Total carrera | Total carrera | 124   | 16    | 0                | 0                | 0                     | 0                     | 124   | 16    |

### Hat-tricks
| 1 | 30 de julio de 2024 | FFB Field, Belmopán | Port Layola FC - Antigua GFC |  | 1 - 4 | Copa Centroamericana de Concacaf 2024 |

## Palmarés

### Títulos nacionales
| Título        | Club        | País      | Año           |
| ------------- | ----------- | --------- | ------------- |
| Liga Nacional | Antigua GFC | Guatemala | Clausura 2019 |